# Колга, Маргус
Маргус Колга (эст. Margus Kolga; 1 мая 1966, Эстонская ССР) — эстонский политический, государственный и военный деятель, дипломат. Постоянный представитель Эстонии при Организации Объединенных Наций (2010—2015). Чрезвычайный и Полномочный Посол Эстонии в Швеции (с 2019).

## Биография
После окончания в 1992 году исторического факультета Тартуского университета работал в Министерстве обороны Эстонии, до 1994 был офицером отдела снабжения и материально-технического обеспечения. В 1994 году был назначен начальником Бюро оборонной политики, а с 1995 года — начальником Департамента политики безопасности. С 1996 по 2003 год был заместителем (и исполняющим обязанности) канцлера по оборонной политике Эстонии. Активно участвовал в процессе интеграции Эстонии в НАТО, возглавлял правительственную межведомственную рабочую группу по членству своей страны в НАТО.
С 2003 по 2007 год работал старшим научным сотрудником в Балтийском оборонном колледже, где отвечал за организацию и поддержку нового Высшего командного курса (HCSC). С 2004 года является сопредседателем Комиссии по оборонной и военной терминологии Эстонии и членом Совета военного образования Эстонии.  
С 2007 до 2010 года работал в Министерстве иностранных дел Эстонии в должности генерального директора 1-го политического департамента (политика безопасности и международные организации).
С 2006 по 2011 год занимал должность директора Эстонского государственного курса обороны, курса, направленного на обучение высших государственных служащих Эстонии и лидеров общественного мнения по вопросам обороны и безопасности.
В 2010-2015 годах — Постоянный представитель Эстонии при Организации Объединенных Наций. В 2015 году был откомандирован в Государственную канцелярию для координации разработки новой Стратегии политики безопасности. В 2016 году вернулся в МИД Эстонии и вступил в должность председателя Оперативной группы Совета Безопасности ООН. 
Является старшим научным сотрудником канадского Института Макдональда-Лорье, экспертом по вопросам России, Центральной и Восточной Европы.
Автор «Красной книги народов Российской империи» (в соавт. Таллин, Vagabund 1993).